# Västergötlands runinskrifter 129
Västergötlands runinskrifter 129 är en medeltida runristad kistlocksformad gravhäll av sandsten som funnits på Skärvums kyrkogård i Grolanda socken och Falköpings kommun. Stenens mått är 1,93 gånger 0,57 meter. Gravhällen påträffades på den övergivna kyrkogården 1863. Den förvaras på Västergötlands museum.

## Inskriften
Translitterering av runraden:
(æ)skil : læt st(i)n : þ(æ)--- -(p)ris---(i)su(i)þurs---rasi---(u)------m · i(o)͡nipris(þ)fil--þ(i)(s)p--r(þ)us --tti þim : til r(o) :
Normalisering till äldre fornsvenska:
Æskell let stæin þe[nna] ... ... [le]tti(?) þæim til ro.
Översättning till nusvenska:
Eskil lät ... denna sten ... förläne dem ro.